# Georg Kofler

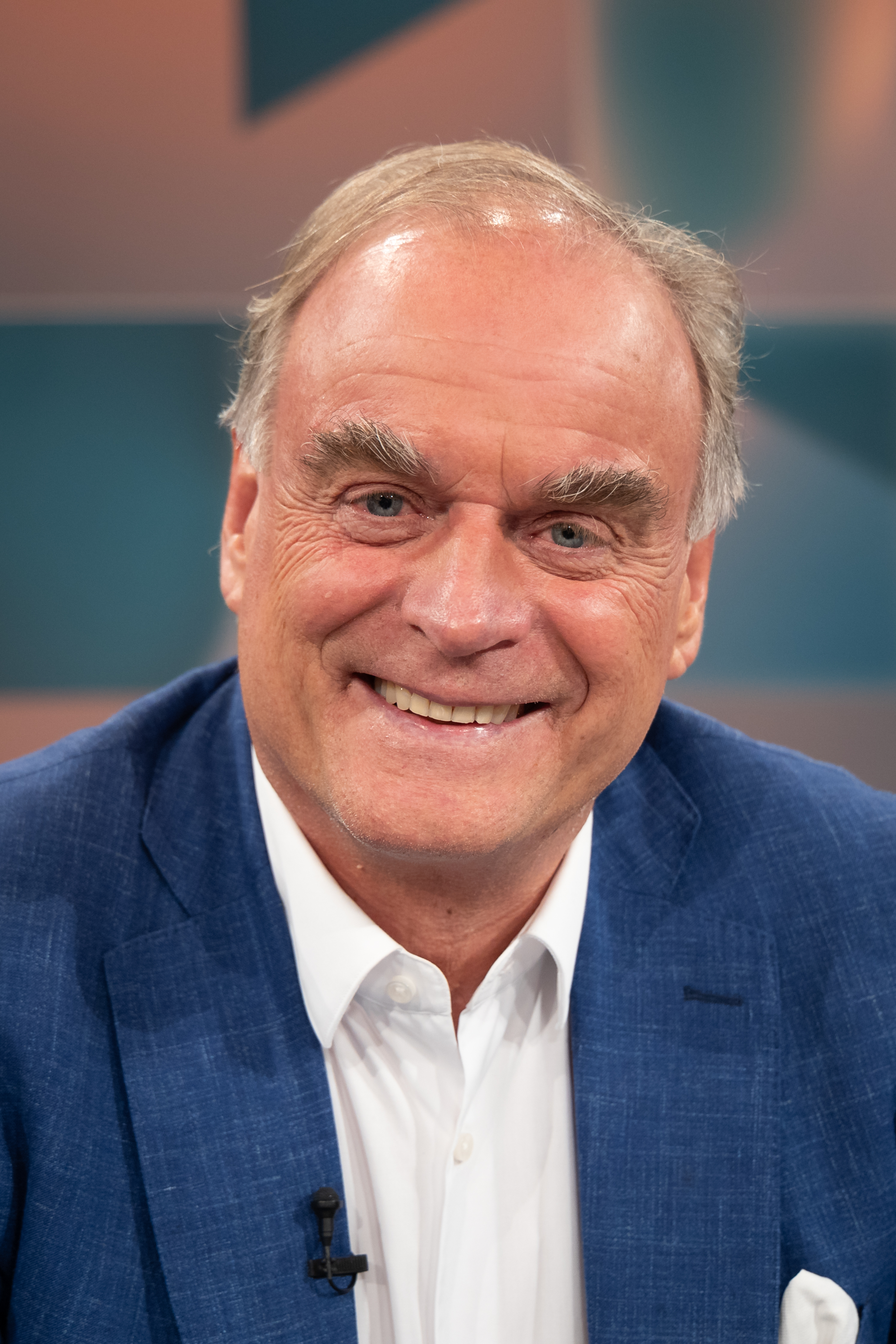
Georg Kofler, 2024

Georg Jakob Kofler (* 26. April 1957 in Bruneck, Südtirol, Italien) ist ein Manager und Unternehmer, der vor allem durch sein Engagement in diversen Medienkonzernen Bekanntheit erlangte.

## Leben
Am 26. April 1957 wurde Georg Kofler als Sohn eines Holzfällers geboren. Sein Vater starb, kurz nachdem er zu Beginn der 1960er Jahre zu Mannesmann nach München gegangen war. Im Alter von vier Jahren wurde Kofler damit Halbwaise. Als Fabrikarbeiterin ernährte nun die Mutter Kreszenz Kofler („Zenzi“), geb. Gatterer, die Familie.
Kofler erhielt später ein Stipendium am Knabenseminar Vinzentinum in Brixen. Neben seiner Matura besserte er als Chefspüler im Hotelgewerbe, als Skilehrer und als Ofenwerker in der Aluminiumhütte Töging am Inn sein Taschengeld auf.
Ab 1976 absolvierte Kofler ein Studium der Publizistik und Kommunikationswissenschaft in Wien und promovierte im Jahr 1983 zum Dr. phil. Er war nachfolgend Assistent des ORF-Intendanten Gerd Bacher und danach Assistent und Büroleiter von Leo Kirch.
Von 1988 bis 2000 war Kofler zunächst Geschäftsführer und später Vorstandsvorsitzender des damals neu gegründeten privaten Fernsehsenders ProSieben. Von 2000 bis 2002 war er als Vorstandsvorsitzender der H.O.T. Networks AG (ab 2001 HSE24) tätig. Ab Februar 2002 war er Vorstandsvorsitzender des Fernsehsenders Premiere. Beim Börsengang Anfang 2005 konnte er einen Großteil seiner Aktien verkaufen. Den Rest der Aktien hat er im Juli und August 2007 über die Börse verkauft. Am 13. August 2007 wurde bekannt, dass Kofler das Unternehmen zum 31. August 2007 verlässt.
Der Manager gründete eine Beteiligungsgruppe für Industrieunternehmen (Georg Kofler Gruppe), mit der er im Oktober 2007 die Leifeld Metal Spinning GmbH übernahm.
Am 26. Mai 2008 gab Kofler den Start des von ihm gegründeten Unternehmens Kofler Energies AG bekannt. Zuvor übernahm er das kleine Frankfurter Unternehmen NyConTec und warb Konrad Jerusalem, den Chef der Abteilung Übernahmen und Fusionen, vom Energieversorgungsunternehmen RWE ab. Im Mai 2009 wurde die ehemalige Rhein-Ruhr Energie AG (heute Kofler Energies Power) mehrheitlich übernommen. In einem Gastvortrag der Ludwig-Maximilians-Universität München berichtet er über seinen unternehmerischen Weg.
Kofler und Judith Williams gründeten 2014 gemeinsam die Glow Media Group, in der die Investments von Williams aus der von Vox gesendeten TV-Gründer-Show Die Höhle der Löwen betreut werden. Im Frühjahr 2017 sprang er zweimal für Judith Williams als Juror bei „Die Höhle der Löwen“ ein. Später stieg er als festes Mitglied in der Sendung ein. 2023 verließ Kofler die TV-Sendung.
Seit 2015 tätigt er regelmäßig Großspenden an die FDP und die CDU. 2021 spendete er an die FDP einen Geldbetrag von 750.000 Euro, da diese Partei „Unternehmer, Gründer und aufstiegsorientierte Menschen“ repräsentiere; außerdem wolle er damit eine Regierungsbeteiligung der Grünen verhindern. Bei der Bundestagswahl 2025 unterstützte er öffentlich sowohl die CDU als auch die FDP.
Mit The Social Chain AG beteiligte er sich als Investor. Die Social Chain Group (SCG) gründete sich im Dezember 2017 aus den Unternehmen Glow Media Group, Media Chain und Social Chain heraus.
Am 9. Februar 2021 kündigte Lars Windhorst, Hauptinvestor des Hertha BSC, an, dass Kofler als sein Vertreter in den Aufsichtsrat des Vereins einrückt und damit verantwortlich für Medien- und Marketingfragen ist. Im Juli 2023 kündigte Kofler für sein Online-Handelsunternehmen The Social Chain AG Insolvenz an.

## Privates
Aus erster Ehe hat Georg Kofler zwei Söhne. Ab 2001 war die ehemalige 9Live-Geschäftsführerin und -gründerin Christiane zu Salm seine Lebensgefährtin. 2004 wurde die gemeinsame Tochter geboren. Nach der Trennung 2008 heirateten Christiane zu Salm und Georg Kofler im Juli 2010 zum zweiten Mal; Christiane zu Salm nahm den Familiennamen ihres Mannes an. Im September 2018 gab Georg Kofler die erneute Trennung des Paares bekannt, die Scheidung erfolgte 2023. Von 2019 bis Mai 2022 war Kofler mit der Unternehmerin Veronika Scholze zusammen, seit Juli 2022 ist er mit der Unternehmerin Isabel Grupp liiert. Die Nichte von Wolfgang Grupp heiratete er im Oktober 2024.

## Schriften
- Das Europäische Parlament und die öffentliche Meinung. Politische Kommunikation als demokratischer Auftrag. Böhlau, Wien 1983, DNB 831209283